# Amélie Goulet-Nadon
Amélie Goulet-Nadon (* 24. Januar 1983 in Laval, Québec) ist eine ehemalige kanadische Shorttrackerin.
Goulet-Nadon trainierte unter Guy Thibault und André Guilmette am Leistungszentrum in Montreal und startete für den Verein Montréal International. Ihre ersten internationalen Titelkämpfe bestritt sie bei der Juniorenweltmeisterschaft 1999, wo sie als bestes Resultat über 1500 m das Halbfinale erreichte. Im folgenden Jahr nahm sie abermals an der Juniorenweltmeisterschaft teil, konnte dort jedoch die Vorläufe nicht überstehen. Im Januar 2000 debütierte Goulet-Nadon in Göteborg  schließlich im Weltcup und zog über 1000 m auf Anhieb ins Halbfinale ein. In Den Haag bestritt sie erstmals die Teamweltmeisterschaft und belegte mit ihren Teamkolleginnen Rang vier. Auch in der nächsten Saison startete Goulet-Nadon nur unregelmäßig. Sie nahm an einem Weltcup teil, konnte dort jedoch die Vorläufe nicht überstehen. Bei der Juniorenweltmeisterschaft 2001 erreichte sie über 500 m und 1500 m das Finale. Ihre erste internationale Medaille konnte sie bei der Teamweltmeisterschaft 2001 in Minamimaki gewinnen, wo sie die Bronzemedaille errang. In der Saison 2001/02 gelang Goulet-Nadon der Durchbruch in die Weltspitze. Sie startete bei drei Weltcups und erreichte insgesamt drei Halbfinals. Bei der Teamweltmeisterschaft in Milwaukee konnte sie den Gewinn der Bronzemedaille aus dem Voirjahr wiederholen. Zudem konnte sie in Montreal erstmals auch bei der Weltmeisterschaft Medaillen gewinnen, über 1500 m und mit der Staffel errang sie Bronze, im Mehrkampf wurde sie Fünfte. Eine weitere Bronzemedaille gewann sie bei den Olympischen Spielen in Salt Lake City, wo sie mit der Staffel antrat und im Finale Rang drei belegte.
Goulet-Nadon dominierte die Saison 2002/03 im Weltcup. Über 500 m, 1500 m und 3000 m erreichte sie jeweils dreimal und über 1000 m zweimal das Podest im Weltcup, darunter insgesamt vier Weltcupsiege. Einen weiteren Weltcupsieg und zusätzlich drei Podestplätze errang Goulet-Nadon außerdem in der Staffel. Sie gewann über alle drei Distanzen die Weltcupwertung und wurde in der Mehrkampf-Gesamtwertung Zweite. Auch bei der Weltmeisterschaft in Warschau war sie erfolgreich. Sie gewann über 500 m und mit der Staffel jeweils die Silbermedaille, im Mehrkampf wurde sie erneut Fünfte. Auch die folgende Saison 2003/04 lief für Goulet-Nadon erfolgreich. Sie konnte bei fünf Weltcups acht weitere Podestplätze einnehmen, drei davon mit der Staffel sowie einen Sieg über 500 m. Unglücklich lief aus ihrer Sicht die Teamweltmeisterschaft in Sankt Petersburg, wo das kanadische Team Rang vier belegte, und die Weltmeisterschaft in Göteborg. Dort wurde sie Achte im Mehrkampf und erreichte drei Finals. Bei zwei Finals, über 3000 m und in der Staffel, startete sie jedoch nicht, nachdem zwei Läufer des kanadischen Teams schwer stürzten und daraufhin alle kanadischen Athleten zurückgezogen wurden.
Die Karriere von Goulet-Nadon nahm im Sommer 2004 eine abrupte Wende, nachdem bei ihr eine motorische Störung auftrat, die ihre Muskelkontrolle stark einschränkte. Trotz der gesundheitlichen Probleme startete sie in der Saison 2004/05 noch beim ersten Weltcup und erreichte mit der Staffel ein weiteres Mal das Podest, brach die Saison dann jedoch vorzeitig ab und beendete ihre Karriere später endgültig.